# Classi O e P (cacciatorpediniere)
Le classi O e P sono state due gruppi di cacciatorpediniere della Royal Navy britannica. Ordinate nel 1939, furono le prime unità del War Emergency Programme (Programma di emergenza di guerra) varato per fornire alla marina militare le unità moderne necessarie per la seconda guerra mondiale allora agli inizi. Le due classi furono quindi note anche come Prima e Seconda Flottiglia di Emergenza. Servirono come scorte ai convogli durante la guerra, venendo poi convertite in fregate veloci di seconda classe con compiti antisom negli anni cinquanta.

## Progetto
Lo scafo delle classi O e P è basato su quello della precedente classe J, ma con modifiche per contrastare la cattiva qualità delle manovre tipiche della classe J. Le unità erano anche equipaggiate con un sistema di controllo fuoco Fuze Keeping Clock HA.
Le navi della classe O vennero prodotte in due serie da quattro imbarcazioni. Il primo gruppo era dotato di un cannone da 4.7 pollici, con affusti che ne permettevano l'alzo fino ad un massimo di 40 gradi. Di conseguenza vennero dotate anche di un cannone da 4 pollici antiaereo al posto di un gruppo di tubi lanciasiluri. La seconda serie di produzione era invece armata con cannoni 102 mm con affusti che ne permettevano un alzo maggiore, poteva operare come posamine ed era riconoscibile dallo scivolo per le mine a poppa. Quando utilizzate per questo scopo, le unità dovevano sbarcare il pezzo Y, i siluri e le cariche di profondità. In base al progetto l'armamento antiaereo consisteva in un impianto quadruplo di cannoni Vickers-Armstrong QF 2 lb da 40 mm e da due mitragliatrici quadruple da 12,7 mm della Vickers. Quando queste ultime si dimostrarono obsolete, vennero sostituite con  cannoni automatici Oerlikon da 20 mm, fino a un massimo di sei pezzi.
La classe P era una copia della classe O, dotata interamente di cannoni da 102 mm equipaggiati con un nuovo tipo di scudo frontale. Inoltre le unità di questa classe non vennero private di un impianto lanciasiluri per fare spazio all'armamento antiaereo.

## Navi

### Classe O
Tutte le navi di questa classe sopravvissero alla guerra. Cinque unità parteciparono alla battaglia del mare di Barents, nella quale la Onslow venne gravemente danneggiata. Dopo lo scontro le navi vennero modificate con l'installazione di alberi più alti a traliccio.
- Navi armate con cannoni da 4.7 pollici
  - Onslow * (ex-Pakenham), costruita nei cantieri John Brown & Company di Clydebank, ceduta al Pakistan nel 1949 con il nome di Tippu Sultan. Demolita.
  - Offa, costruita nei cantieri Fairfield Shipbuilding & Engineering Company di Govan, ceduta al Pakistan nel 1949 con il nome di Tariq. Venduta per essere demolita nel 1959.
  - Onslaught (ex-Pathfinder), costruita nei cantieri Fairfield, ceduta al Pakistan nel 1951 con il nome di Tughril. Demolita.
  - Oribi (ex-Observer), costruita nei cantieri Fairfield, ceduta alla Turchia nel 1946 con il nome di Gayret. Demolita.
- Navi armate con cannoni da 4 pollici
  - Obdurate †, costruita nei cantieri William Denny & Brothers di Dumbarton, venduta per essere demolita nel 1964 presso la J Cashmore's di Newport, Monmouthshire.
  - Obedient †, costruita nei cantieri Denny, venduta per essere demolita nel 1964.
  - Opportune †, costruita nei cantieri John I. Thornycroft & Company di Woolston, venduta per essere demolita nel 1955
  - Orwell †, costruita nei cantieri, convertita in fregata Type 16 nel 1952, venduta per essere demolita nel 1965.

* = capoflottiglia

† = Attrezzate come posamine

### Classe P
Le unità della classe servirono principalmente nel Mediterraneo, dove quattro di esse vennero perse in azione.
- Pakenham * (ex-Onslow), costruita nei cantieri Hawthorn Leslie & Company di Hebburn, danneggiata in uno scontro con le torpediniere Cassiopea e Cigno della Regia Marina al largo di Marsala il 16 aprile 1943. Silurata e affondata dalla Paladin. (Vedi battaglia del convoglio Cigno).
- Paladin, costruita nei cantieri John Brown, convertita in fregata Type 16 nel 1954, venduta per essere demolita nel 1962.
- Panther, costruita nei cantieri Fairfield, affondata da aerei tedeschi nello stretto di Scarpanto il 9 ottobre 1943.
- Partridge, costruita nei cantieri Fairfield, silurata e affondata dal sommergibile tedesco U-565 al largo di Orano il 18 dicembre 1942.
- Pathfinder (ex-Onslaught), costruita nei cantieri Hawthorn Leslie, danneggiata da aerei giapponesi al largo dell'isola di Ramtree l'11 febbraio 1945, mai riparata ed usata come bersaglio per aerei. Venduta per essere demolita nel 1948.
- Penn, costruita nei cantieri Vickers Armstrongs di Walker, venduta per essere demolita nel 1949.
- Petard (ex-Persistent), costruita nei cantieri Vickers Armstrongs, convertita in fregata Type 16, venduta per essere demolita nel 1967.
- Porcupine, costruita nei cantieri Vickers Armstrongs, silurata dall'U-602 il 9 dicembre 1942 e spezzatasi in due. Mai riparata e venduta per essere demolita nel 1947.

* = capoflottiglia